# Luiz Adriano
Luiz Adriano de Souza da Silva (Porto Alegre, 12 april 1987) is een Braziliaans voetballer die bij voorkeur als aanvaller speelt. Hij tekende in februari 2022 een contract tot medio 2023 bij Antalyaspor, dat hem overnam van Palmeiras.

## Clubcarrière

### Internacional
Luiz Adriano stroomde in 2006 door vanuit de jeugd van Internacional. Daarmee won hij dat jaar het FIFA WK voor clubs. In de halve finale scoorde hij het winnende doelpunt tegen Al-Ahly.

### Sjachtar Donetsk
Luiz Adriano tekende op 2 maart 2007 een contract bij Sjachtar Donetsk, dat drie miljoen euro voor hem betaalde.
Luiz Adriano veroorzaakte op 20 november 2012 opschudding in een UEFA Champions League-wedstrijd tussen Sjachtar Donetsk en FC Nordsjælland. Bij een 1–0-stand voor de Denen gaf Willian de bal uit fairplay terug aan de Denen. Luiz Adriano rende achter de 'pass' van Willian aan, passeerde de doelman en schoot de bal in het doel; dit leidde tot protest van de Denen. Sjachtar won de wedstrijd met 2–5.
Luiz Adriano schreef op 21 oktober 2014 twee UEFA Champions League-records op zijn naam; hij won die dag met Sjachtar Donetsk met 0–7, uit bij BATE Borisov. Hierbij maakte hij vijf van de doelpunten, waarvan vier in de eerste helft. Daarmee was Luiz Adriano de eerste speler ooit die vier keer scoorde in een helft van een wedstrijd in de UEFA Champions League en de tweede ooit die vijf keer scoorde in een wedstrijd van dit toernooi, na Lionel Messi.
In de volgende UEFA Champions League-wedstrijd, op 5 november 2014, vestigde hij een nieuw record. In de 5–0 winst tegen BATE Borisov scoorde Luiz Adriano een hattrick. Hij werd daarmee de eerste speler die in de UEFA Champions League twee wedstrijden na elkaar een hattrick kon scoren, bovendien tweemaal tegen dezelfde tegenstander.

### AC Milan
Luiz Adriano tekende in juli 2015 een contract tot medio 2020 bij AC Milan, de nummer tien van de Serie A in het voorgaande seizoen. De club betaalde circa €8.400.000,- voor hem aan Sjachtar Donetsk. Luiz Adriano maakte op 17 augustus 2015 zijn officiële debuut voor Milan. Hij begon die dag in de basis tijdens een met 2–0 gewonnen wedstrijd in het toernooi om de Coppa Italia, thuis tegen Perugia. In die wedstrijd maakte hij in de 29e minuut met de 2–0 zijn eerste doelpunt voor AC Milan. Luiz Adriano's eerste competitiedoelpunt voor de Italiaanse club volgde twaalf dagen later. Hij maakte toen na 69 minuten het laatste doelpunt in een met 2–1 gewonnen wedstrijd, thuis tegen Empoli, in de Serie A. Luiz Adriano speelde in zijn eerste seizoen in Italië zesentwintig competitiewedstrijden, maar belandde in de eerste helft van 2016/17 op een zijspoor.

### Spartak Moskou
Luiz Adriano tekende in januari 2017 een contract tot medio 2021 bij Spartak Moskou, op dat moment de koploper in de Premjer-Liga.

### Palmeiras
In juli 2019 tekende Luiz Adriano een vierjarig contract bij Palmeiras, waarmee hij in 2020 en 2021 de CONMEBOL Libertadores won.

### Antalyaspor
In februari 2022 tekende hij een contract voor anderhalf jaar bij het Turkse Antalyaspor.

## Clubstatistieken
| Seizoen | Club             | Competitie   | Competitie | Competitie | Beker | Beker | Supercup | Supercup | Internationaal | Internationaal | Totaal | Totaal |
| Seizoen | Club             | Competitie   | Wed.       | Dlp.       | Wed.  | Dlp.  | Wed.     | Dlp.     | Wed.           | Dlp.           | Wed.   | Dlp.   |
| ------- | ---------------- | ------------ | ---------- | ---------- | ----- | ----- | -------- | -------- | -------------- | -------------- | ------ | ------ |
| 2006    | SC Internacional | Série A      | 13         | 1          | 0     | 0     | —        | —        | 2              | 1              | 15     | 2      |
| 2007    | SC Internacional | Série A      | 8          | 1          | 0     | 0     | —        | —        | 1              | 0              | 9      | 1      |
| 2006/07 | Sjachtar Donetsk | Premjer Liha | 5          | 0          | 1     | 0     | —        | —        | 0              | 0              | 6      | 0      |
| 2007/08 | Sjachtar Donetsk | Premjer Liha | 13         | 4          | 5     | 1     | —        | —        | 1              | 0              | 19     | 5      |
| 2008/09 | Sjachtar Donetsk | Premjer Liha | 12         | 4          | 3     | 1     | —        | —        | 14             | 4              | 29     | 9      |
| 2009/10 | Sjachtar Donetsk | Premjer Liha | 23         | 11         | 1     | 0     | —        | —        | 12             | 6              | 36     | 17     |
| 2010/11 | Sjachtar Donetsk | Premjer Liha | 21         | 10         | 5     | 4     | 1        | 2        | 10             | 4              | 37     | 20     |
| 2011/12 | Sjachtar Donetsk | Premjer Liha | 23         | 12         | 5     | 1     | 1        | 0        | 6              | 3              | 35     | 16     |
| 2012/13 | Sjachtar Donetsk | Premjer Liha | 19         | 7          | 5     | 4     | 1        | 1        | 7              | 3              | 32     | 15     |
| 2013/14 | Sjachtar Donetsk | Premjer Liha | 25         | 20         | 5     | 2     | 1        | 0        | 8              | 3              | 39     | 25     |
| 2014/15 | Sjachtar Donetsk | Premjer Liha | 21         | 9          | 4     | 3     | 1        | 0        | 7              | 9              | 33     | 21     |
| 2015/16 | AC Milan         | Serie A      | 26         | 4          | 3     | 2     | —        | —        | —              | —              | 29     | 6      |
| 2016/17 | AC Milan         | Serie A      | 7          | 0          | 0     | 0     | 0        | 0        | —              | —              | 7      | 0      |
| 2016/17 | Spartak Moskou   | Premjer-Liga | 8          | 2          | 0     | 0     | —        | —        | —              | —              | 8      | 2      |
| 2017/18 | Spartak Moskou   | Premjer-Liga | 25         | 10         | 4     | 1     | 1        | 1        | 8              | 3              | 38     | 15     |
| 2018/19 | Spartak Moskou   | Premjer-Liga | 23         | 6          | 2     | 0     | —        | —        | 5              | 1              | 30     | 7      |
| 2019    | Palmeiras        | Série A      | 7          | 5          | 0     | 0     | —        | —        | 0              | 0              | 7      | 5      |
| Totaal  | Totaal           | Totaal       | 279        | 106        | 43    | 19    | 6        | 4        | 81             | 37             | 409    | 166    |

## Erelijst
Internacional
- FIFA Club World Cup: 2006

 Sjachtar Donetsk
- Premjer Liha: 2007/08, 2009/10, 2010/11, 2011/12, 2012/13, 2013/14
- Beker van Oekraïne: 2007/08, 2010/11, 2011/12, 2012/13
- Oekraïense Supercup: 2008, 2010, 2012, 2013, 2014
- UEFA Cup: 2008/09
- United Tournament: 2014

 AC Milan
- Supercoppa Italiana: 2016

 Spartak Moskou
- Premjer-Liga: 2016/17
- Russische Supercup: 2017

 Palmeiras
- Campeonato Paulista: 2020
- Copa do Brasil: 2020
- CONMEBOL Libertadores: 2020, 2021

 Brazilië onder 20
- CONMEBOL Sudamericano onder 20: 2007

Individueel
- Topsccorer Beker van Oekraïne: 2012/13
- Topscorer Premjer Liha: 2013/14
- Meest Waardevolle Speler UEFA Champions League-groepsfase: 2014/15

2 Reabciuk ·
4 Duarte ·
5 Klassen ·
6 Babić ·
7 Sobolev ·
8 Moses ·
10 Promes ·
13 Lajkin ·
14 Dzjikija  ·
17 Zinkovsky ·
18 Oemjarov ·
19 Medina ·
22 Ignatov ·
23 Tsjernov ·
25 Proetsev ·
35 Martins ·
39 Maslov ·
47 Zobnin ·
57 Selichov ·
68 Litvinov ·
70 Meljosjin ·
77 Bongonda ·
82 Chloesevitsj ·
88 Svinov ·
97 Denisov ·
98 Maksimenko ·
Coach: Abascal